# 金剛山 (金剛山地)

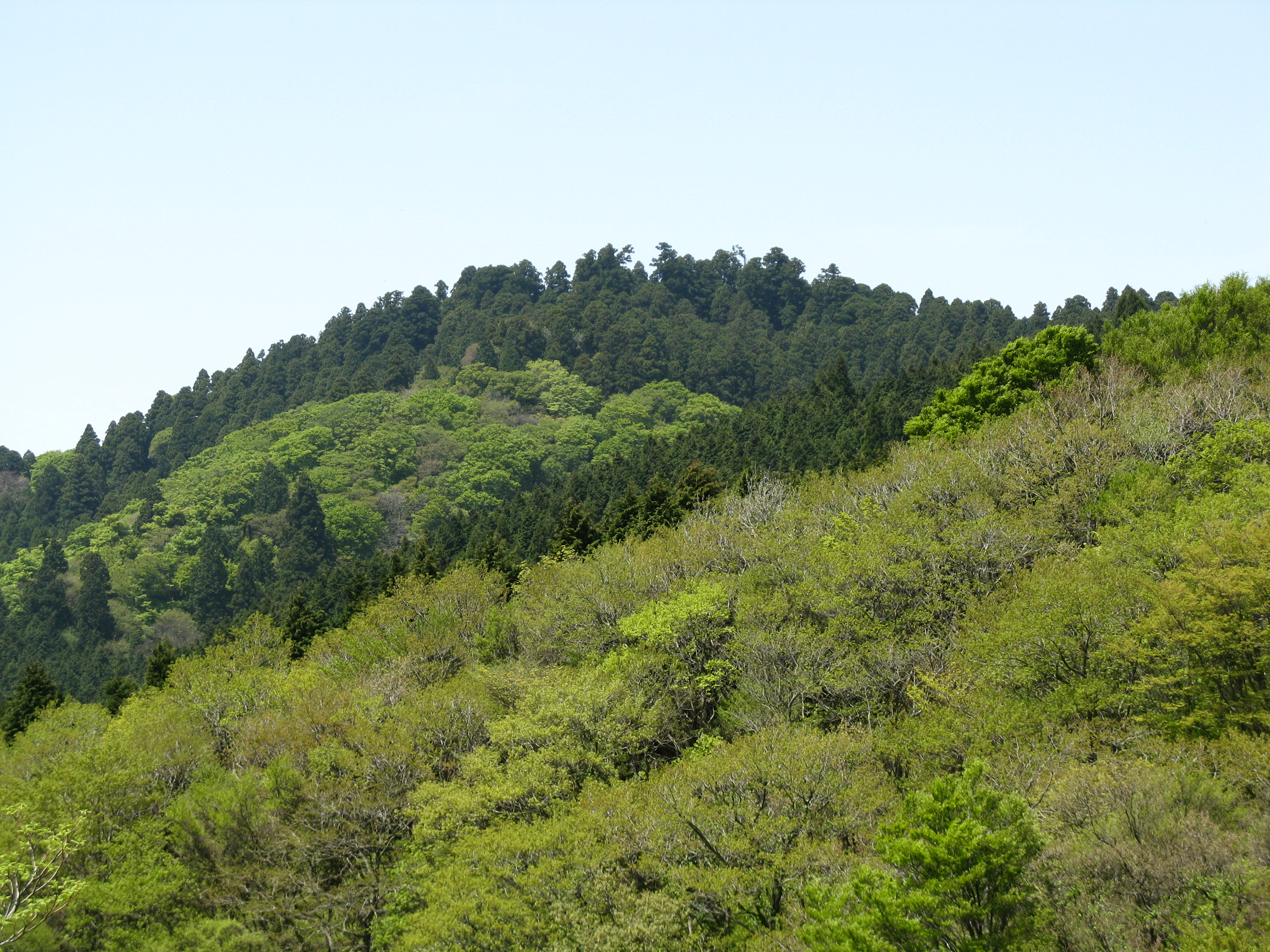
葛木岳

金剛山（こんごうさん、こんごうざん）、葛城嶺（かづらきのみね）は、奈良県御所市と大阪府南河内郡千早赤阪村との境目にある山で、金剛生駒紀泉国定公園として大阪みどりの百選に選定された奥河内観光のひとつ。

## 概要
かつては高間山・高天山（たかまやま）ともいわれた金剛山地主峰の標高は1,125メートル。最高地点は国見城跡の広場。山頂付近まで林道が整備されており、年間約50万人が登頂する山頂付近には宿や売店などもあるが、本来の山頂であり、神域となっている御所市の葛木神社本殿の裏手の葛木岳（かつらぎたけ）に立ち入ることはできない。
奈良県と大阪府を一望できる良好な立地条件から三角点が設置された1,112メートルの湧出岳（ゆうしゅつだけ）には奈良県防災行政無線、電源開発、関西電力などの無線中継所、1,094メートルの大日岳には昭和20年代（1945年（昭和20年））から、警察庁の無線中継所が存在したほか、中腹に大阪府の最高地点（1,056メートル）の標識が掲出されている。
かつては金剛山ロープウェイが山上の「ちはや園地」まで運行され、気軽に山上までアクセスできた（2019年（平成31年）3月15日以降、運行停止。）。
また、大日本帝国海軍の軍艦であるコルベット艦の金剛と戦艦金剛、海上自衛隊の護衛艦「こんごう」はこの山の名前に因んで名付けられている。
大阪府の最高峰と思われがちであるが、大阪府の最高峰は大和葛城山（959.2m）であり、山頂が奈良県にある金剛山は大阪府の最高地点（1,056m）である。この誤認は、主要な登山道やロープウェイ、千早城などの観光名所が大阪府側にあり、大阪の山であるという認識が強いからであると思われる。
日本経済新聞がYAMAPを使用して集計した「2023年に登頂回数が多かった山」ランキングでは、高尾山に次ぐ全国2位を記録した。

## 歴史

### 「葛城山」の呼称
「葛城山」の呼称は、歴史的には南北に連なる金剛山と葛城山（大和葛城山）との総称として用いられた。その第一峰を高天山と称し（『大和名所図会』）、金剛山の別称は金剛砂を産出したことによる（『大和志料』）とも、また金剛山転法輪寺の山号にちなむともいわれる。
正嘉元年（1257年）の『私聚百因縁集』には「葛木山ハ即チ金剛山ナリ」とある。また貝原益軒の『南遊紀行』では現在の葛城山をさして「葛城（金剛山）の北にある大山をかい那が嶽といふ、河内にては篠峰と号す、篠峰を葛木といふはあやまりなり、葛城は金剛の峰なり」とある。また本居宣長の『菅笠日記』には「古は二つ（金剛山と葛城山）ながらを葛城山にてありけんを金剛山とは寺（金剛山転法輪寺）たててのちにぞつけられん」とみえる。
また貝原益軒の『和州巡覧記』では葛城山について「篠峰の南にあり。篠峰より猶高き大山也。是金剛山也。山上に葛城の神社あり。山上より一町西の方に金剛山の寺あり。転法輪寺と云。六坊有。山上は大和なり。寺は河内に属せり。婦人は此山による事をゆるさず……此山に登れば、大和、河内、摂津、其外諸国眼下に見ゆ」と記載されており、明らかに金剛山をさしている。

### 役小角との関係
金剛山は修験道の開祖役小角（役行者）が修行した山として知られている。役行者は今から約1,300年前、16歳の時から、この山で修行し、全国各地の霊山へ駆け巡ったと伝えられる。山頂付近には役行者が開いたとされる転法輪寺（真言宗醍醐派、葛城修験道大本山）がある。近くには一言主を祭神とする葛木神社がある。
毎年7月7日の役行者の命日には一言主ノ神を祀る葛木神社と法起菩薩を本尊とする転法輪寺との珍しい神仏習合のれんげ祭りが行われている。

### 楠木正成との関係
金剛山周辺には太平記の英雄楠木正成の城であった千早城、上赤坂城、下赤坂城の城跡や楠公誕生地など、正成ゆかりの史跡が点在している。楠木正成の菩提寺であった観心寺には、正成が少年期に学問を修めた記録が残っている。また古来より金剛山鎮守と称された、建水分神社は楠木氏の氏神であり、本殿（重要文化財）は正成が再建したもので、境内にある摂社の南木神社は正成を祀る最古の神社である。

## 登山

### 主な登山道
主な登山道および標準所要時間
- 千早本道ルート ： 金剛登山口バス停 〜 千早本道経由 〜 山頂広場 （100分）
- タカハタ谷ルート ： 金剛登山口バス停 〜 腰折滝・タカハタ谷 経由 〜 山頂広場
- 文殊尾（文殊尾根）ルート ： 金剛ロープウェイ前バス停 〜 伏見林道・文殊尾 経由 〜 山頂広場 （90分）
- 寺谷ルート ： 金剛ロープウェイ前バス停 〜 伏見林道・寺谷 経由 〜 山頂広場（100分）
- 伏見林道ルート ： 金剛ロープウェイ前バス停 〜 伏見林道・伏見峠・ダイヤモンドトレール 経由 〜 山頂広場 （120分）
- 久留野峠ルート ： 金剛ロープウェイ前バス停 〜 久留野峠・伏見峠・ダイヤモンドトレール 経由 〜 山頂広場 （140分）
- 水越峠ルート ： 水越峠 〜 ダイヤモンドトレール・一ノ鳥居 経由 〜 山頂広場 （150分）

### 登山回数
2023年（令和5年）現在の金剛山には、他の山ではあまりみられない珍しい登山回数の記録システムがある。回数カードを購入すれば、登山毎に山頂で回数スタンプを捺印してもらえる。登山回数100回以上の金剛錬成会員（金剛山を敬仰して登拝を励行し、健全なる精神と身体を錬成する会）には毎年5月3日に表彰式が行われる。2005年（平成17年）4月現在で、最高記録者は1万回の金剛登山回数が記録されている。毎日登山しても25年以上の年月が必要となる計算である。以前は一日に複数回捺印してもらえ、1日（24時間）で17回往復の記録がある。現在は1日1回である。
大阪市内からでも車で60分程度の距離にあるため、健康登山・回数登山の山としても有名。朝の出勤前や、仕事が終わってから毎日登山に来る人も多い。

### 登山上の注意
奈良側からの登山は、迂回ルート（台風による）や草が無尽蔵に生えた道では、片道5時間以上かかるので注意が必要である。遭難しかけることもあり、ルートに戻れたとしても途中で日が暮れてしまう可能性もあるため、上級者でないと厳しいであろう。
イノシシの出没報告があり、容易にイノシシに近寄るべきではない。

## 山内の名所・施設

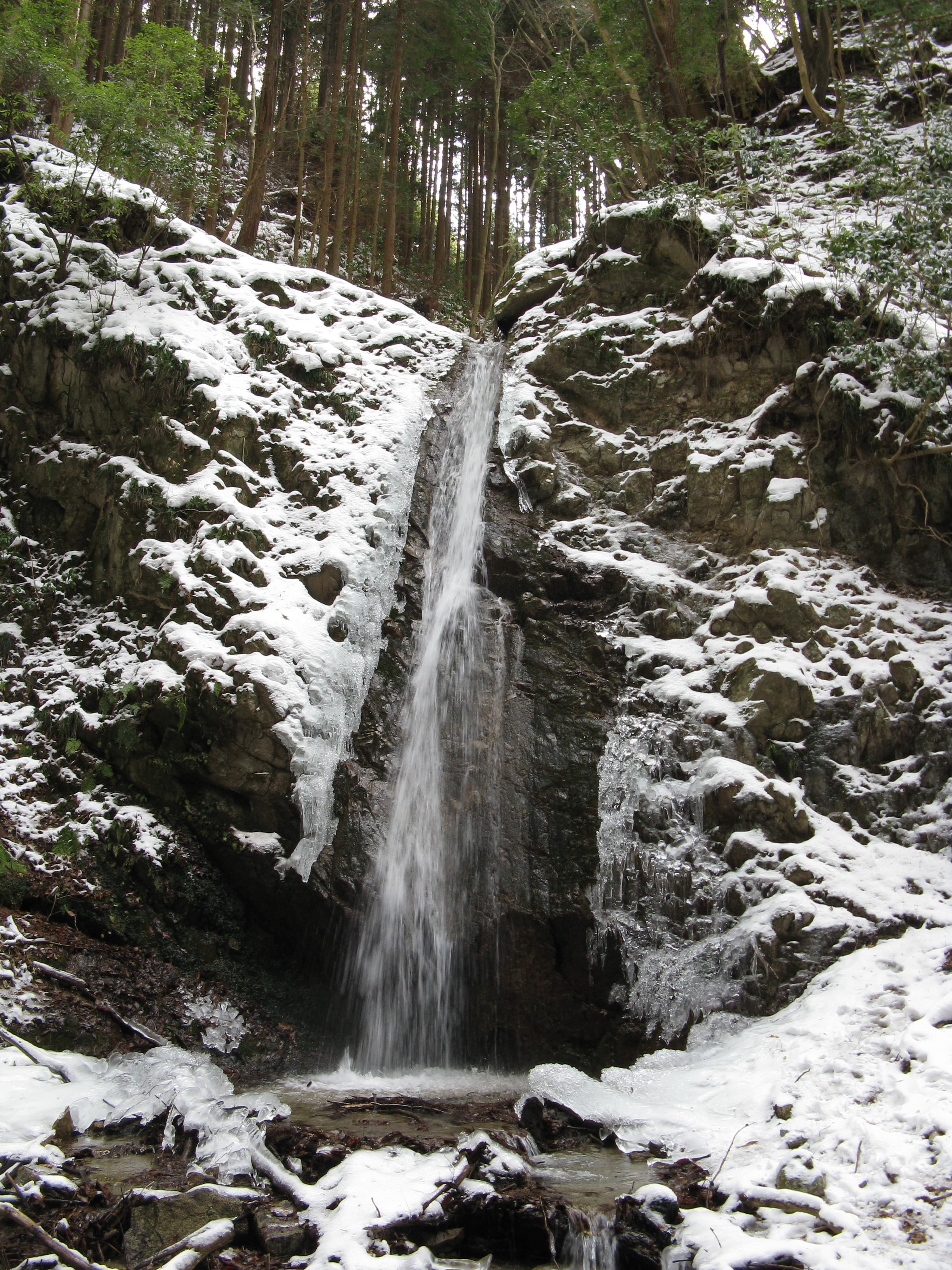
妙見滝
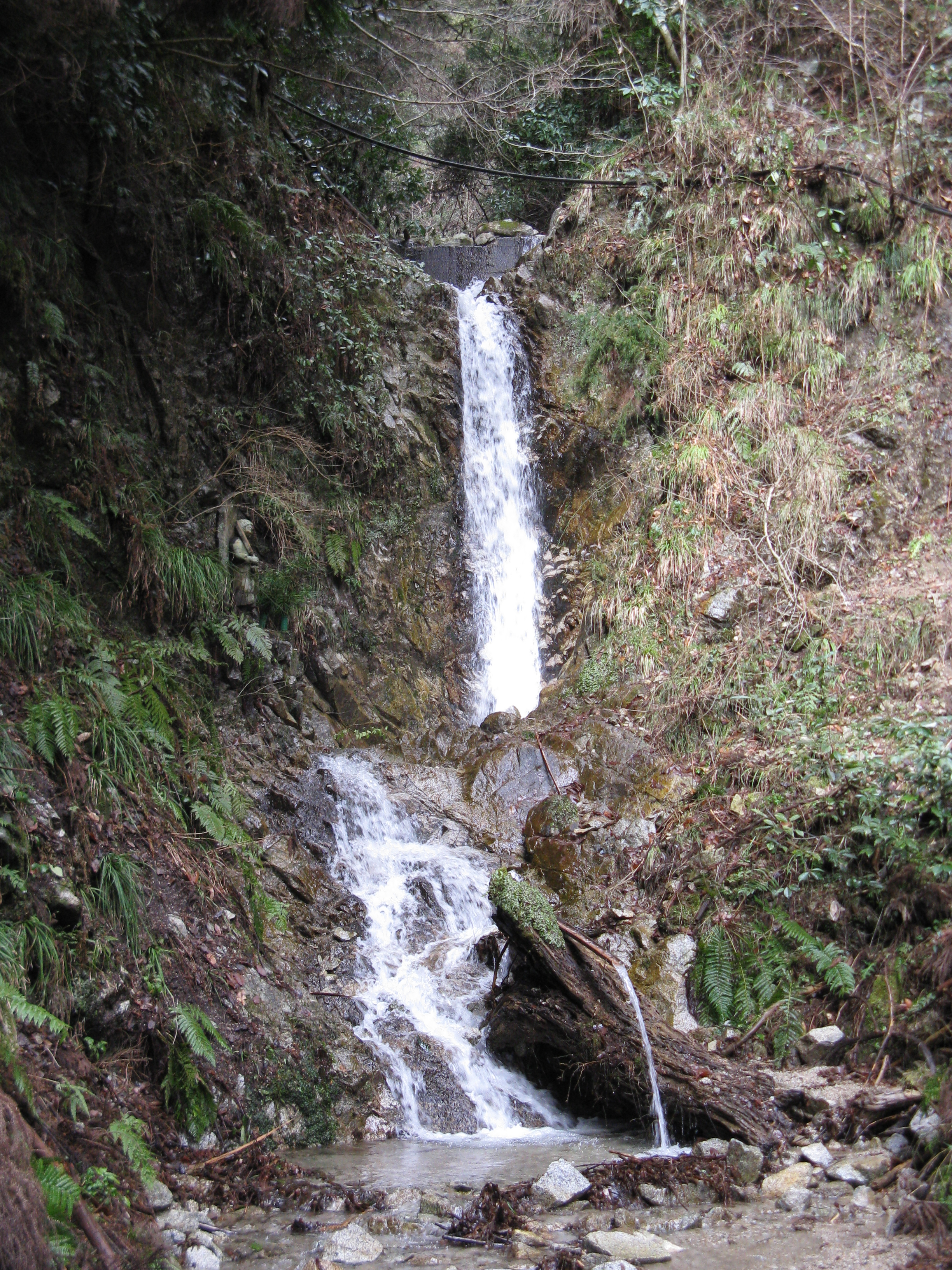
高天滝
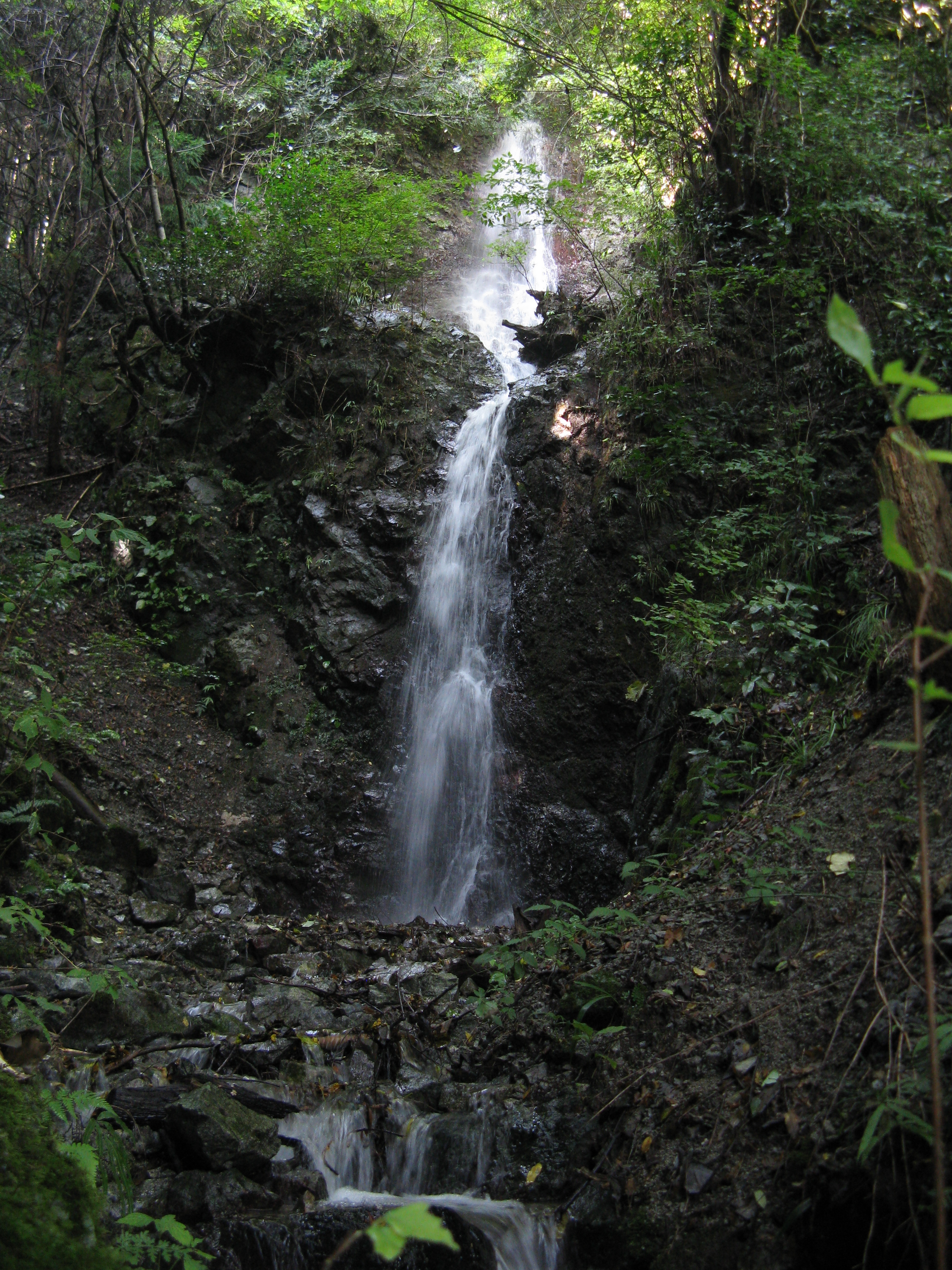
天ヶ滝
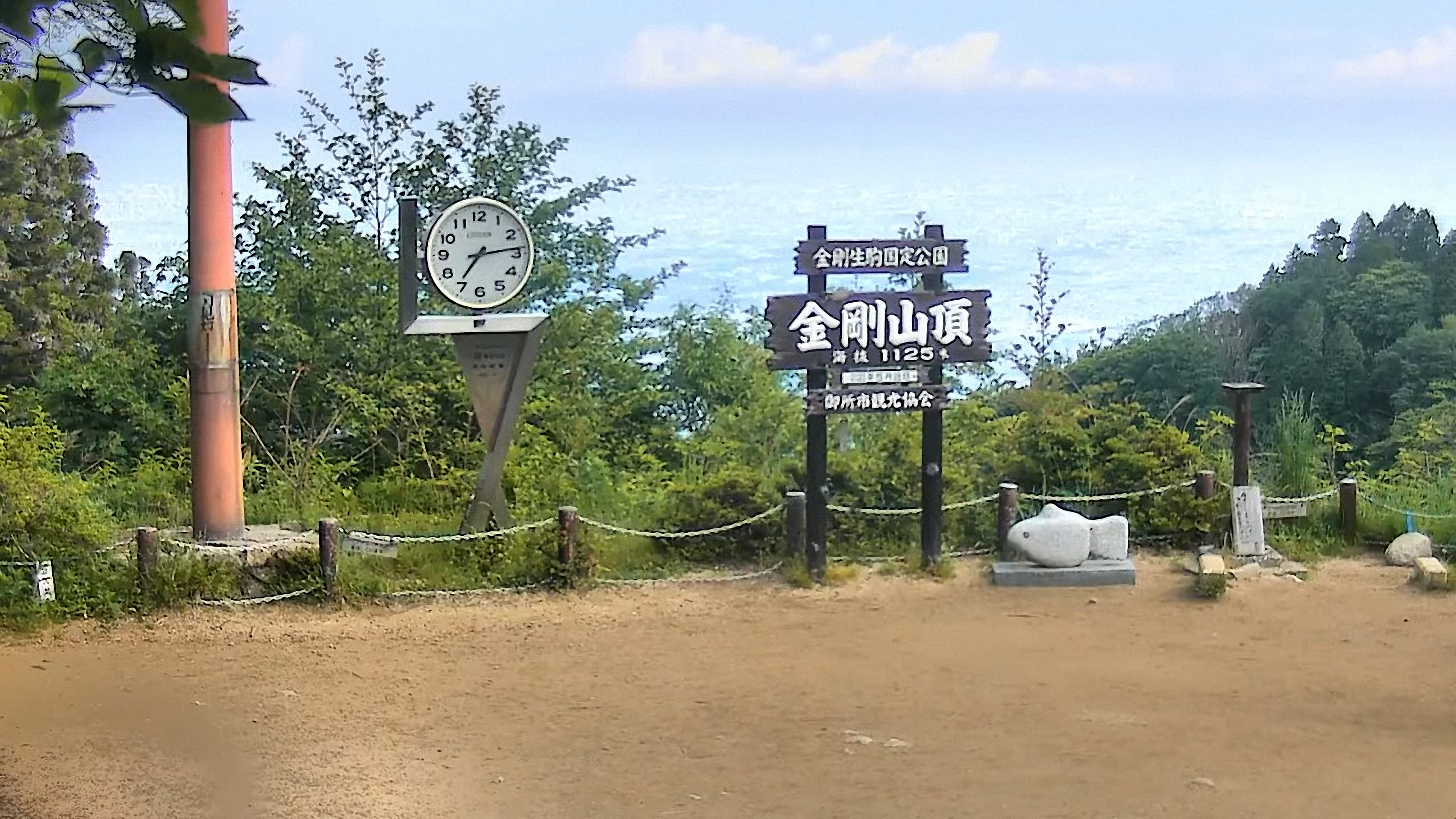
山頂広場（国見城跡）
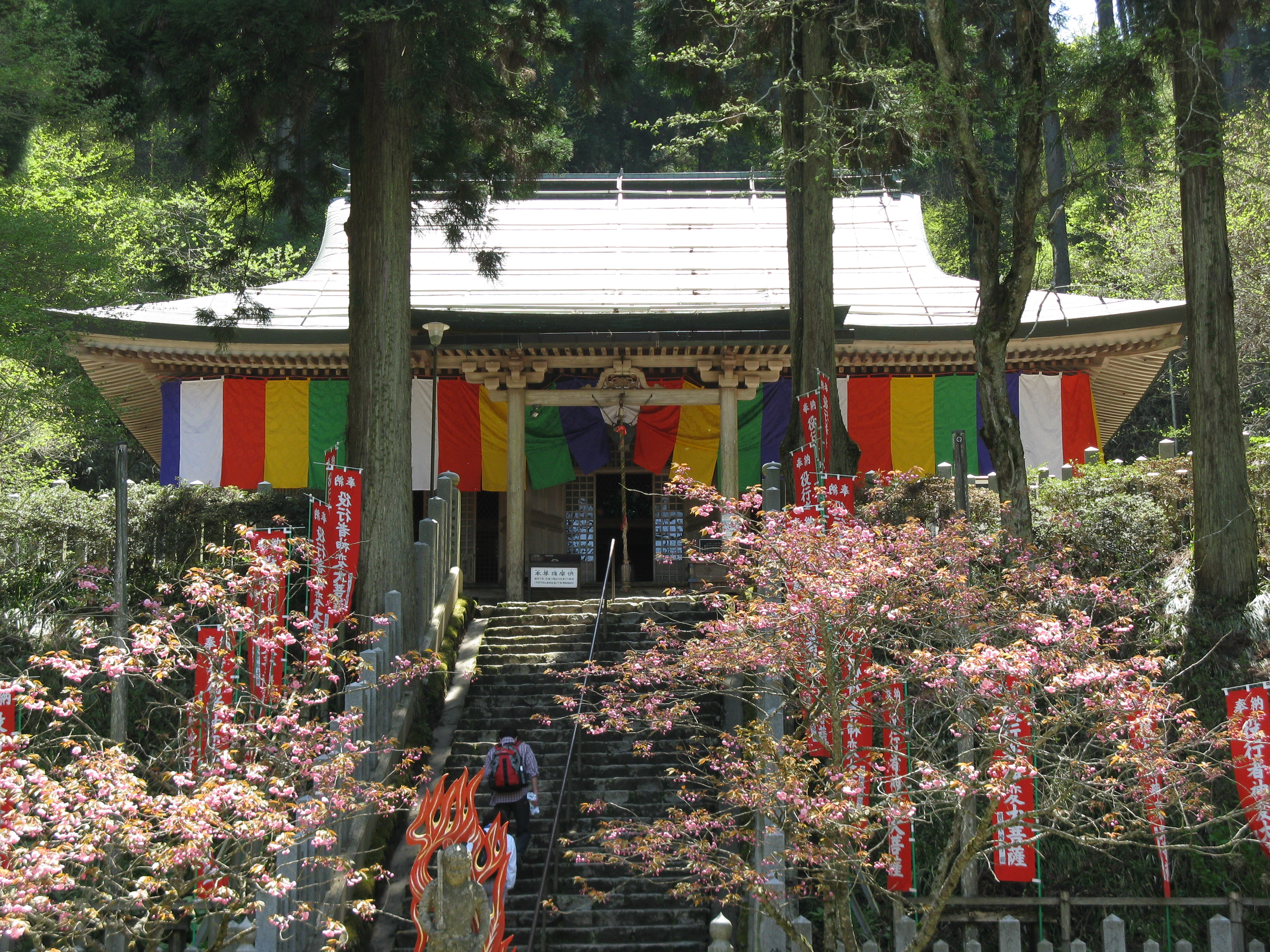
転法輪寺
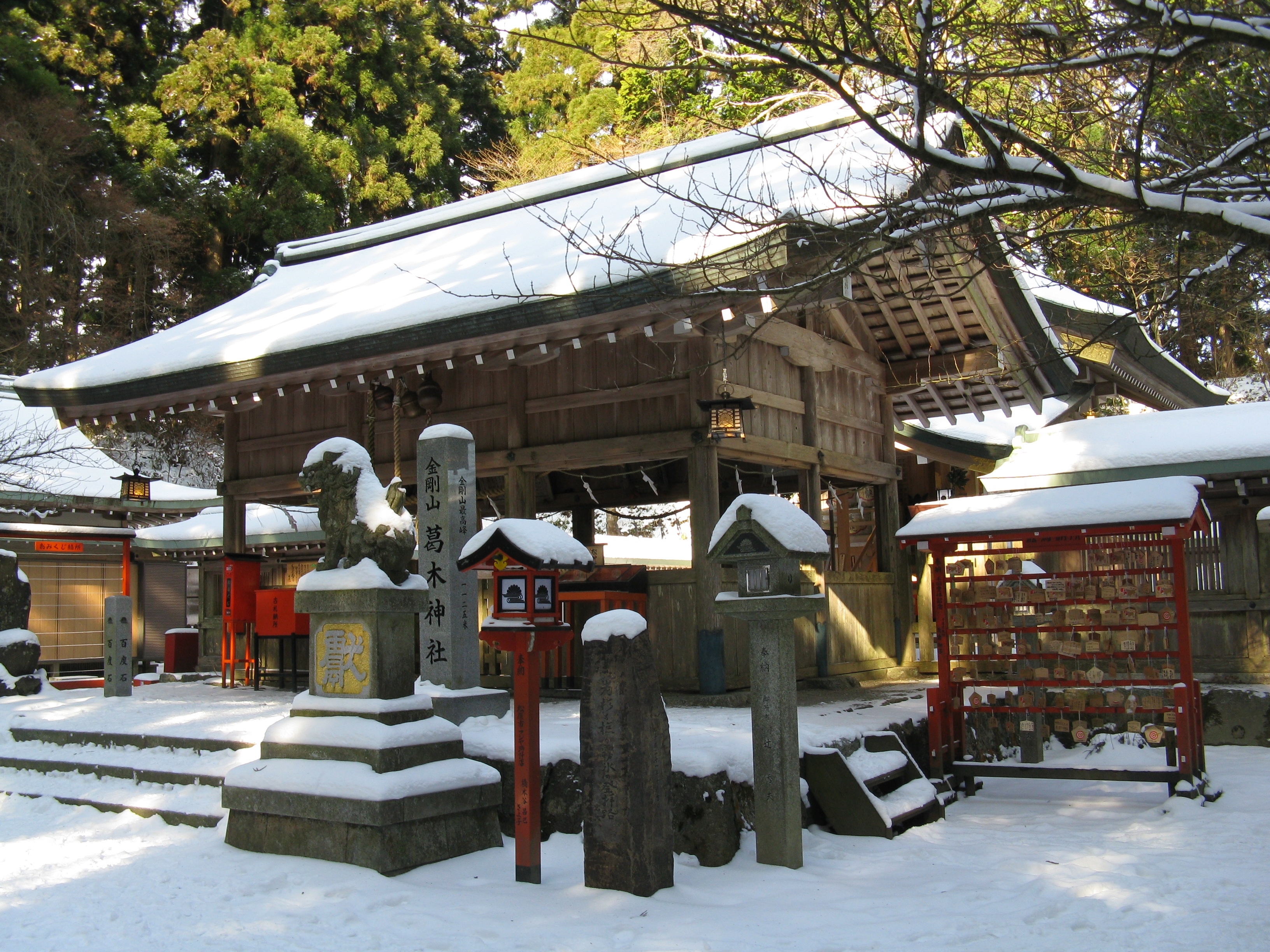
葛木神社
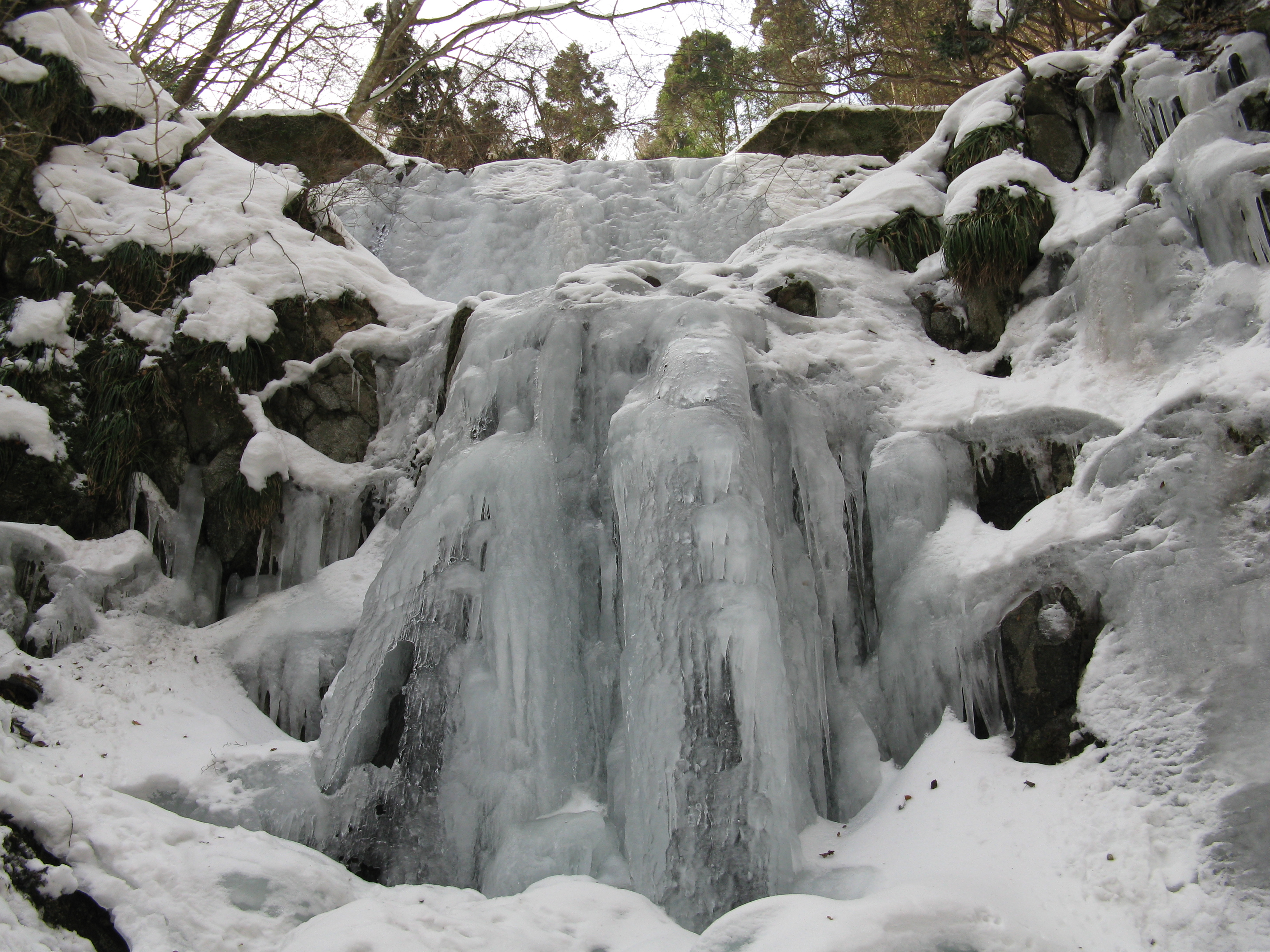
もみじ谷　第6堰堤の氷瀑
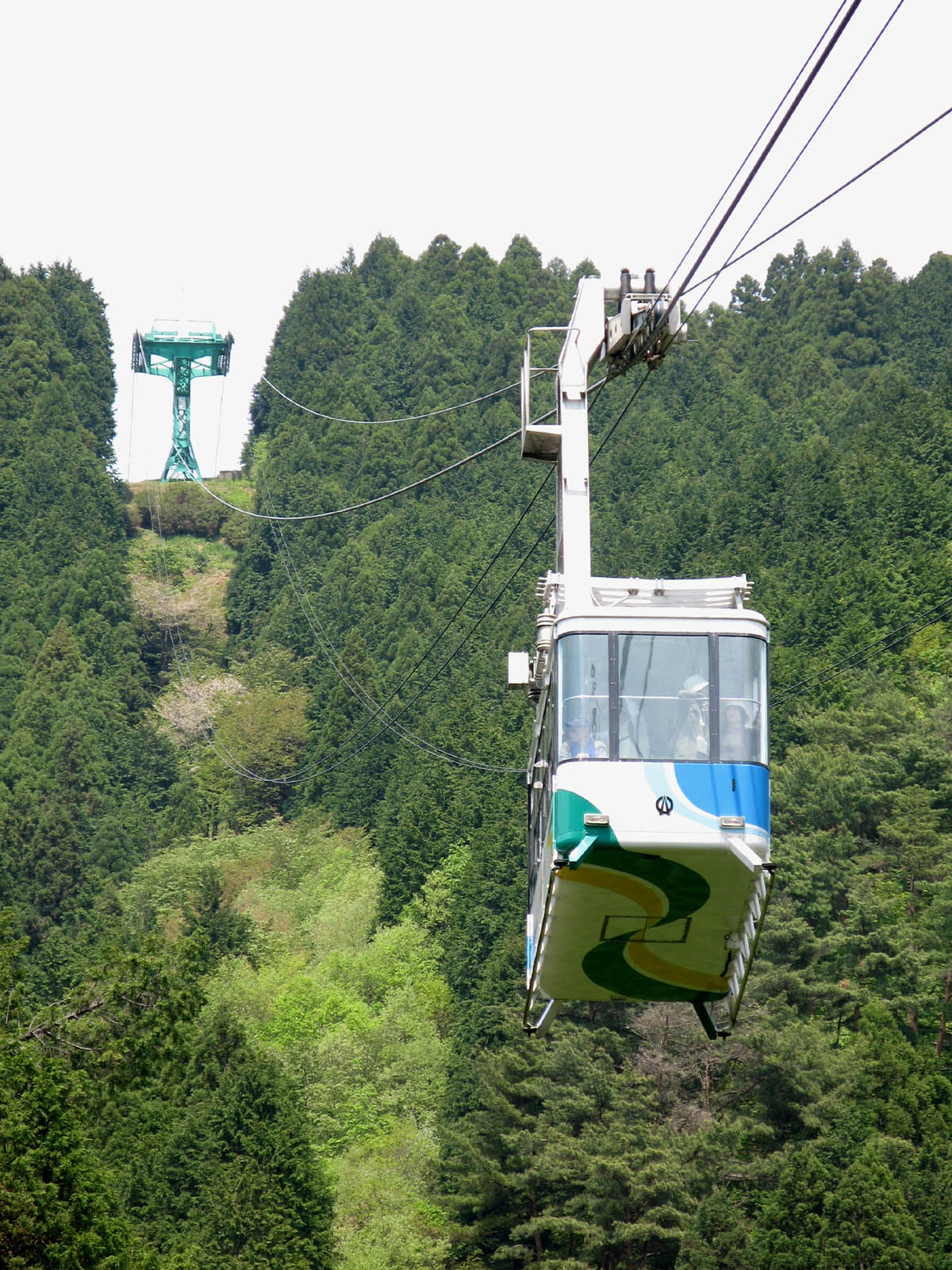
金剛山ロープウェイ
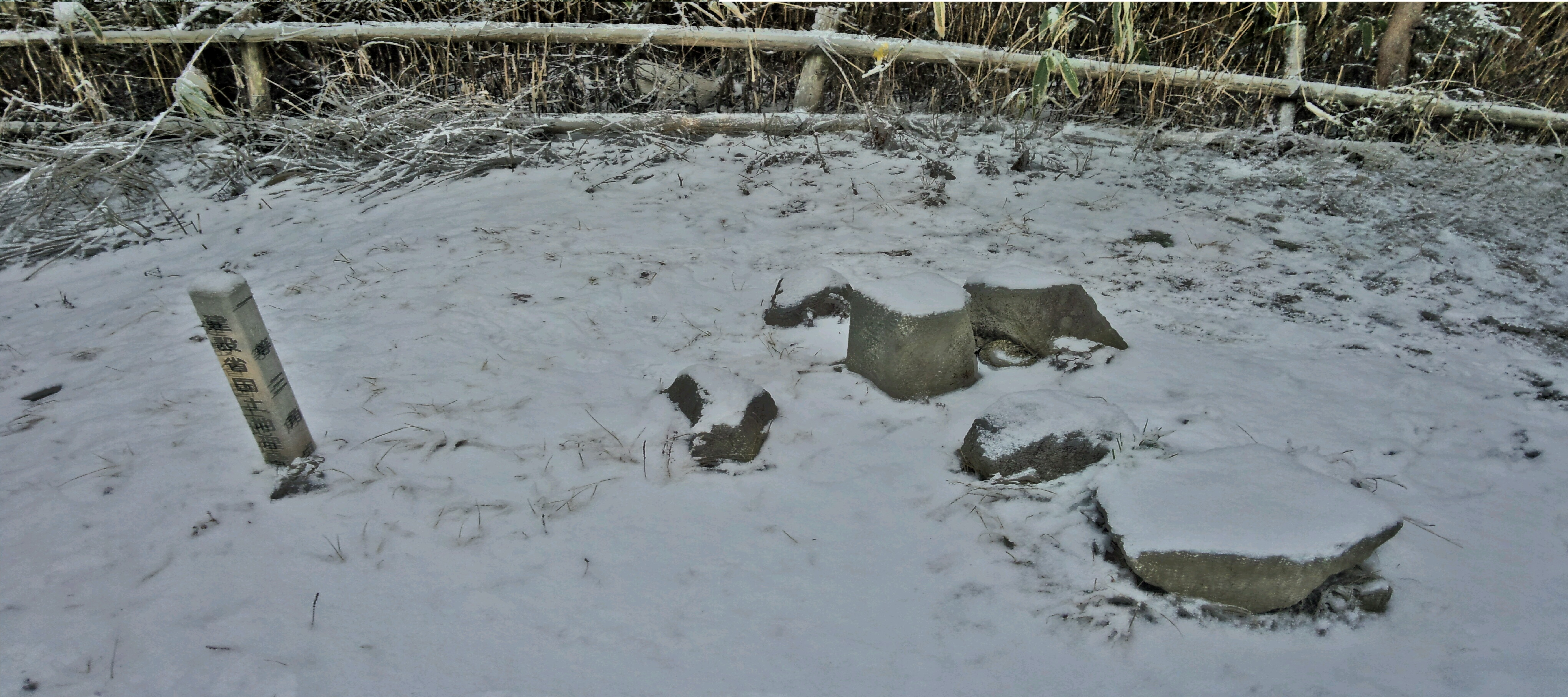
湧出岳に設置された一等三角点
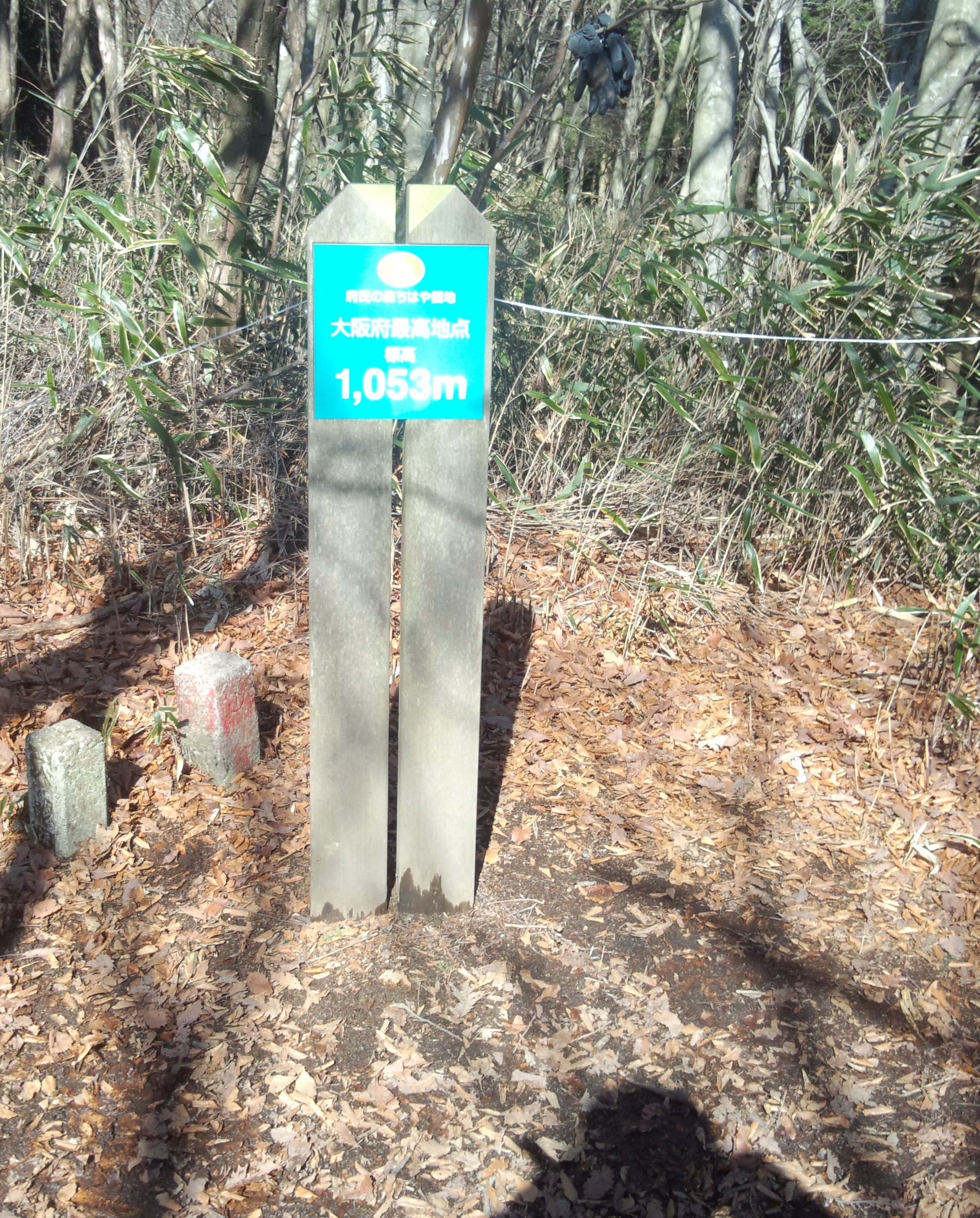
大阪府最高地点とその標示

- ちはや園地（公園）

- 妙見滝
- 高天滝
- 天ヶ滝
- 金剛山　山頂広場（国見城跡）
- 転法輪寺
- 葛木神社
- もみじ谷　第6堰堤の氷瀑
- 金剛山ロープウェイ
- 湧出岳に設置された一等三角点
- 大阪府最高地点とその標示

## 金剛山を舞台とした作品
- 宇宙皇子（うつのみこ） - 藤川桂介原作の小説
- ドキュメント72時間「金剛山 ライブカメラの山頂で」（2017年（平成29年）4月28日） - NHK総合テレビのドキュメンタリー番組

```
山頂公園の
ライブカメラ
を元に登山者にインタビューしたドキュメンタリー
```

- FNS歌謡祭「春　名曲ライブラリー2022」（2022年（令和4年）3月23日） - フジテレビ

```
 
サカナクション
のボーカル
山口一郎
が
ルームランナー
に乗りながら新曲
月の椀
を披露した（
ライブカメラ
のある山頂広場から
生中継
）。
```

## 金剛山の眺望

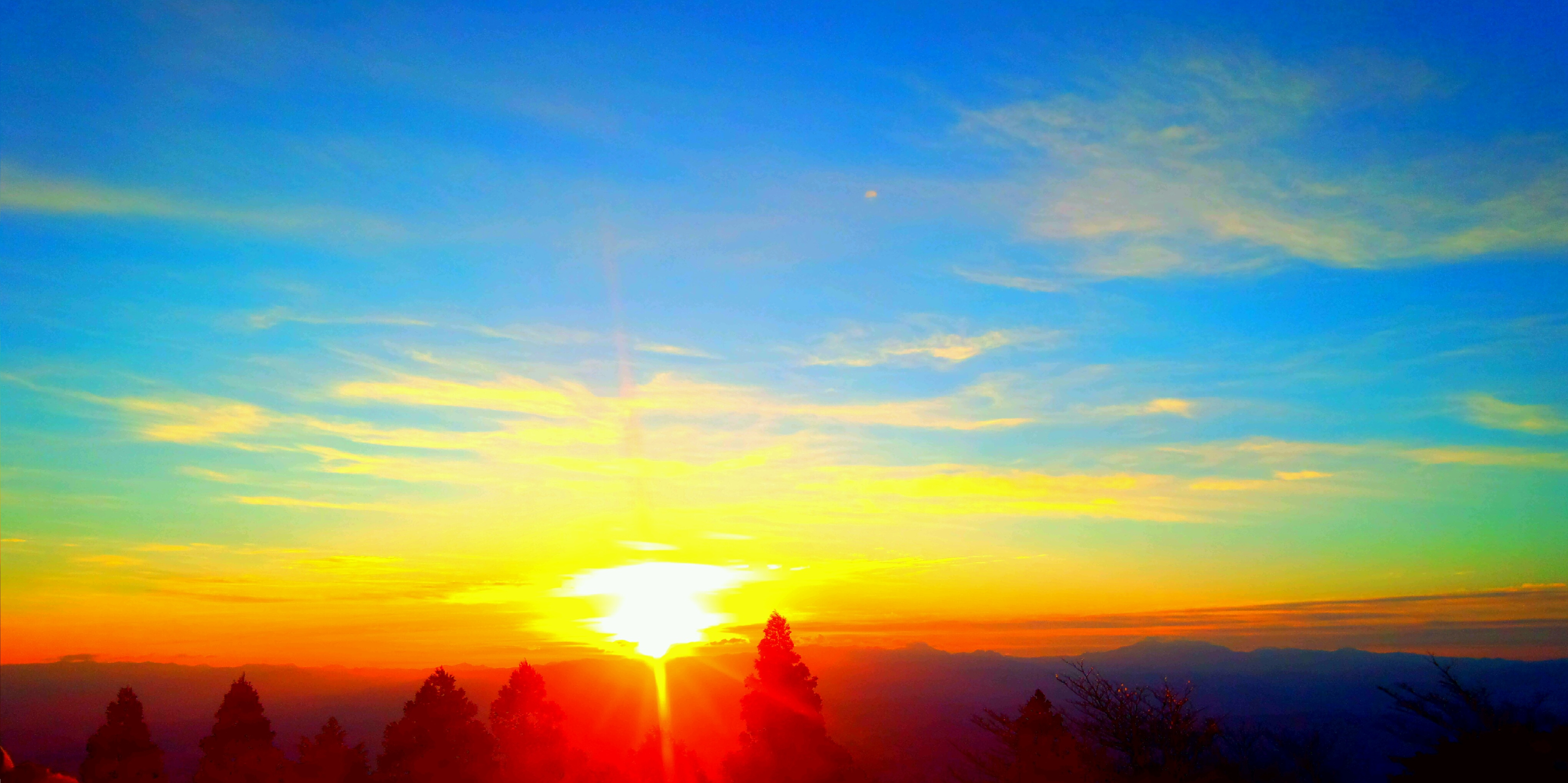
展望台から大峰山方向に望んだ初日の出（2013年（平成25年）の初日の出）

国見城跡（山頂の広場）からは大阪湾が一望できる。天気がよければ明石海峡大橋がはっきり見える事もある。
展望台からは、大阪府側は関西国際空港や、その向こうの淡路島も見える事がある。奈良県側は奈良盆地、また南方には大峰山を望む。

## 交通アクセス
- 近鉄長野線 富田林駅から4市町村コミバス（南海バス）千早線
  - 千早赤阪村立中学校前にて千早赤阪村営バスに乗り換え、「金剛登山口」バス停下車。
なお、2023年12月20日までは金剛バス千早線が「金剛登山口」バス停または終点「千早ロープウェイ前」バス停まで富田林駅から直通していたが、金剛バスの事業廃止に伴い乗り換えが必要になった。また、金剛バス運行時代は「水越峠行き」に乗車し、「葛城登山口」バス停または終点「水越峠」バス停下車（土日限定）も利用可能であった。
- 南海高野線および近鉄長野線 河内長野駅、南海バス小深線
  - 「金剛山ロープウェイ前行き（408、411系統）」に乗車し、「金剛登山口」バス停または終点「金剛山ロープウェイ前」バス停下車。
  - 電車・バス・ロープウェイが割引される「金剛山ハイキングきっぷ」[10]や南海バスの1日フリーパス「河内長野・千早赤阪ワイドモックルカード」[11]が発売されている。
- 関西国際空港から南海リムジンバス「Sorae」泉北・河内長野空港線で「河内長野駅前行き」に乗車し、南海バスに乗り換え[12]。

## 位置情報
- 北緯34度25分9.9秒 東経135度40分22.54秒 / 北緯34.419417度 東経135.6729278度
- 五條［北西］ - 地理院地図
- 金剛山 (金剛山地) - Google マップ

一等三角点
- 点名「金剛山」（湧出岳の山頂に設置されている）

緯度 34°25′1″.1818
経度 135°40′38″.3380
標高 1112.08メートル
所在地 奈良県御所市大字高天字葛木岳 475番地

## 周辺情報
- 観心寺
- 千早城址・千早神社